# Miasis
La miasis es una enfermedad parasitaria ocasionada por larvas de mosca que afecta los tejidos y órganos de vertebrados (incluyendo a los humanos). Aunque hay moscas especializadas en este tipo de parásitos, como Dermatobia hominis, en algunas especies ocurre accidentalmente, por ejemplo, tras su ingestión.
La afectación en humanos y las demás especies es de distribución mundial, pero predomina en las zonas tropical y subtropical.
Las larvas que ocasionan miasis son principalmente de los géneros Sarcophaga, Dermatobia, Oestrus, Gastrophilus, Cochliomyia, Lucilia, Chrysomya y Musca.
Las larvas pueden afectar inicialmente la piel pero pueden migrar posteriormente a diferentes tejidos y órganos a nivel gastrointestinal, genitourinario, auditivo y oftálmico. Estas se alimentan temporalmente de los tejidos vivos o necróticos del hospedador, así como de sus fluidos orgánicos.

## Clasificación

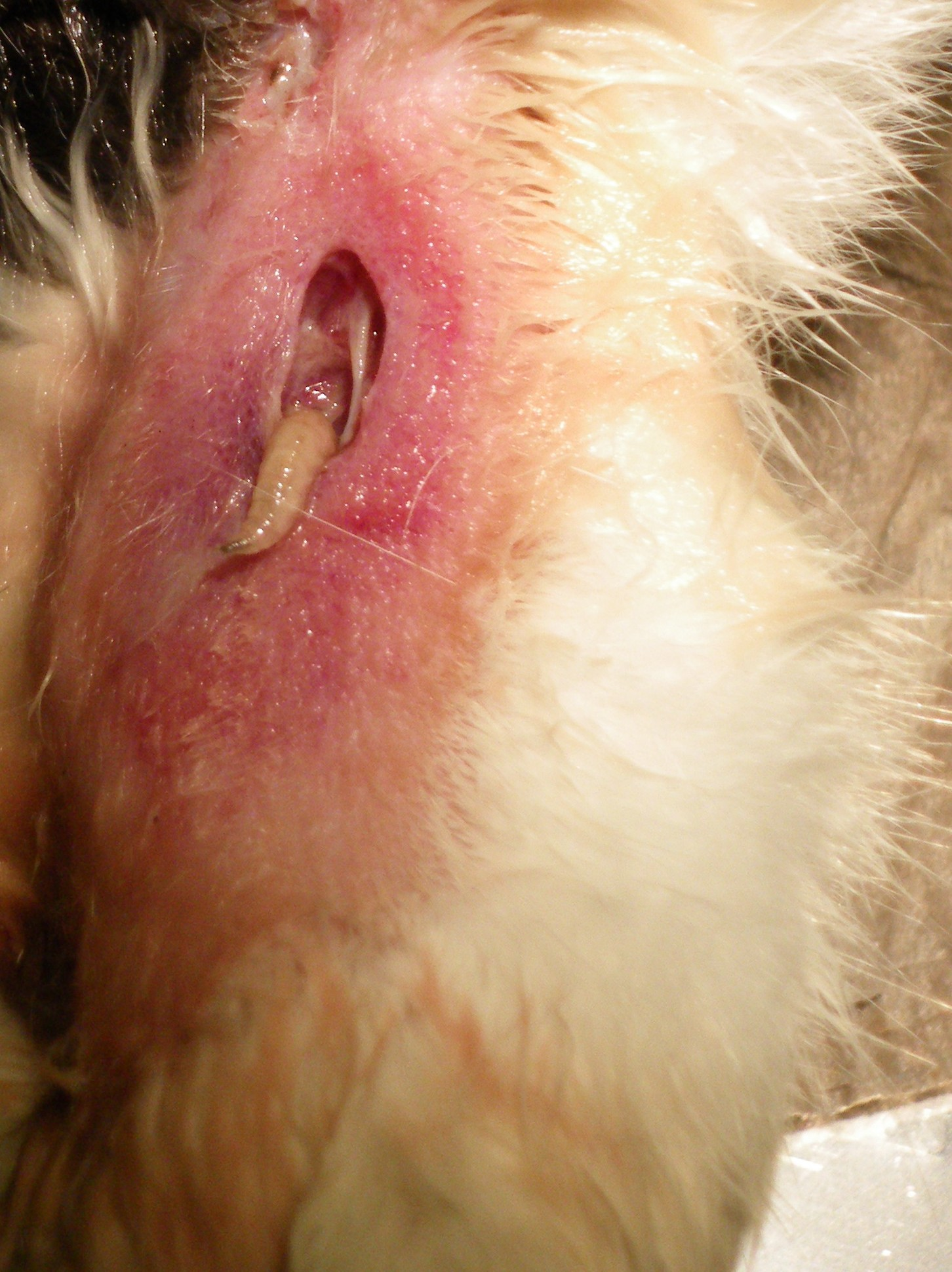
Miasis en un gato.

Según el tipo de parásitos, las moscas que producen miasis se clasifican en tres categorías:
Miasis obligatoria: las larvas son parásitos obligatorios que requieren un huésped para proseguir con el desarrollo larvario. Estas subsisten exclusivamente en tejidos vivos.
Los animales afectados son principalmente mamíferos domésticos, silvestres y el humano, pero en ocasiones infestan aves, reptiles y anfibios. Pueden intervenir las moscas de varias familias como Calliphoridae, Sarcophagidae, Oestridae, Gasterophilidae y Curetebridae.
El género Gasterophilus puede causar miasis entérica en caballos, asnos, mulas, cebras, elefantes y rinocerontes. En el humano es muy rara.
Miasis facultativa: es causada por dípteros que son parásitos oportunistas. En este caso las hembras adultas depositan sus huevos principalmente en excrementos, cadáveres o sobre materia orgánica en proceso de descomposición. Pero bajo condiciones particulares pueden hacerlo sobre organismos vivos.
Miasis accidental: es causada por dípteros de vida libre, pero bajo ciertas circunstancias puede ser ingerido por el huésped y producir infestación de forma accidental.

## Clínica en humanos
Las larvas producen síntomas en los humanos de acuerdo con el sitio del cuerpo en el que se localizan. Pueden infectar tejidos necrótico o vivos en diversos sitios: piel, ojos, oídos, tracto gastrointestinal y genitourinario. Pueden invadir heridas abiertas o ulceraciones en la piel. Algunas penetran al cuerpo a través de los orificios nasales o los conductos auditivos. En los humanos las larvas pueden penetrar al tracto gastrointestinal y producir miasis entérica.
Algunas manifestaciones clínicas de la miasis y sus síntomas:
| Síndrome         | Síntomas |
| ---------------- | --- |
| Miasis cutánea   | Úlceras y forúnculos de lento crecimiento. |
| Miasis nasal     | Obstrucción de los conductos nasales e irritación severa. En algunos casos puede desarrollarse edema facial y fiebre.                                       |
| Miasis auditiva  | Prurito intenso y tremor en el oído, asociado a secreción de sensaciones y zumbidos. Si ocurre en el oído medio, las larvas pueden migrar hasta el cerebro. |
| Miasis oftálmica | Es frecuente, ello causa irritación severa, edema y dolor.                                                                                                  |
| Miasis entérica  | Dolor abdominal, problemas gastrointestinales, fiebre. |

### Tratamiento
En la miasis cutánea, inicialmente debe eliminarse la larva mediante presión o extracción directa. Para facilitar la extracción puede ocluirse la entrada a la lesión con un agente impermeable como vaselina para asfixiar a la larva o aplicar un insecticida en forma local, ambas medidas le ocasionan la muerte, permitiendo su extracción con mayor facilidad debido a que en este estado ya no es capaz de sujetarse al tejido. Posteriormente la lesión debe ser desinfectada y liberada de tejido necrótico y puede requerir el uso de antibióticos.
El ganado puede tratarse con el uso extensivo de ivermectina la cual provee un control inmediato y protección a largo plazo de la infestación.

## Miasis inducida

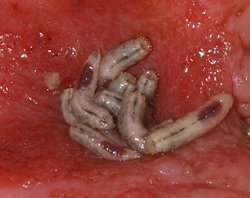
Larvas de Phaenicia sericata sobre una herida.

La terapia de larvas es una terapia en la que se utilizan larvas estériles criadas en laboratorios de la mosca Phaenicia sericata para limpiar tejidos necróticos de heridas induciendo una miasis controlada. El uso médico es factible debido a que las larvas de este insecto solo se alimentan de tejido desvitalizado dejando intactos los demás tejidos; se cree que con ellos se promueve la cicatrización de la lesión.